# Gyina Fagimovna Garipova
Gyina Fagimovna Garipova (oroszul: Дина Фагимовна Гарипова, tatárul: Динә Фәһим кызы Гарипова; Zelenodolszk, 1991. március 25. –) tatár nemzetiségű oroszországi énekesnő, az első orosz The Voice győztese. A What If című dallal Ő képviselte Oroszországot a 2013-as Eurovíziós Dalfesztiválon Malmőben. Gyina Garipovát a Pervij Kanal kérte fel Oroszország képviselésére. Dalát neves svéd szerzők, Gabriel Alares és Joakim Björnberg, illetve az orosz Leonyid Gutkin jegyezték.
Hatévesen már az Arany Mikrofon Színházban énekelt. Újságírást tanult a kazanyi egyetemen.

## Fordítás
Ez a szócikk részben vagy egészben  a   Dina Garipova című angol Wikipédia-szócikk fordításán alapul.  Az eredeti cikk szerkesztőit annak laptörténete sorolja fel. Ez a jelzés csupán a megfogalmazás eredetét és a szerzői jogokat jelzi, nem szolgál a cikkben szereplő információk forrásmegjelöléseként.